# Artiuhivka, Romnî
Artiuhivka (în ucraineană Артюхівка) este localitatea de reședință a comunei Artiuhivka din raionul Romnî, regiunea Sumî, Ucraina.

## Demografie
Componența lingvistică a localității Artiuhivka
     Ucraineană (98,57%)
     Rusă (1,43%)
Conform recensământului din 2001, majoritatea populației localității Artiuhivka era vorbitoare de ucraineană (98,57%), existând în minoritate și vorbitori de rusă (1,43%).